# Peter Sellars
Peter Sellars (n. 27 septembrie 1957, Pittsburgh, Pennsylvania, SUA) este un regizor american, remarcat pentru dramatizările sale unice ale operelor și spectacolelor clasice și contemporane. Sellars este profesor la UCLA, unde predă Arta ca o acțiune socială și Arta ca o acțiune morală.

## Carieră
Sellars s-a născut în Pittsburgh, Pennsylvania.  Și-a făcut studiile la Phillips Academy și mai apoi la Universitatea Harvard, absolvind în 1979. Fiind student, a jucat într-o versiune cu păpuși  a spectacolului „Inelul Nibelungilor” de Richard Wagner, și a regizat o producție minimalistă a piesei „Trei surori”.

Producția lui Sellars, „Antoniu și Cleopatra” în piscina de la Casa Adams, din Harvard a atras atenția presei în afara campusului, la fel cum s-a întâmplat și cu următoarea producție, „Regele Lear”, care a inclus un Lincoln Continental pe scenă. În ultimul an de universitate, a dramatizat o producție de Nikolai Gogol, „Revizorul” la American Repertory Theater din Cambridge, Massachusetts.

În vara anului 1980, a dramatizat opera „Don Giovanni”, prezentând-o ca să semene cu un blaxploitation film, cu Don Giovanni petrecând aproape dezbrăcat (numai în lenjerie) și injectându-și heroină. Opera news l-a catalogat ca pe “un act de vandalism artistic”. În iarna anului 1980, producția „Orlando”, de George Frideric Handel, jucată iarăși la American Repertory Theater, l-a adus pe Sellars în atenția națională – probabil datorită conceptului romanului, unde acțiunea avea loc în aer liber. Mai târziu, Sellars a studiat în Japonia, China și India. 

Sellars a lucrat ca regizor la Boston Shakespeare Company pentru stagiunea 1983-1984. Printre producțiile sale, cele mai influente au fost „Pericle, prinț al Tironului” și dramatizarea  operei „The Lighthouse”, scrisă de compozitorul britanic Peter Maxwell Davies. În 1983 a primit premiul MacArthur Fellowship.

În 1984, Sellars a fost numit regizor și manager American National Theater din Washington D.C., la vârsta de 26 de ani, post pe care l-a deținut până în 1986. În acest timp, a dramatizat „Contele de Monte Cristo”, în versiunea de James O’Neill, în care au jucat Richard Thomas, Patti LuPone, Zakes Mokae, și mulți alți actori. Producția a avut scenografia creată de George Tsypin, costume de Dunya Ramicova, și lumini de James F. Ingalls. De asemenea a regizat producții cum ar fi „Idiot’s Delight” de Robert Sherwood și „Aiax” de Sofocle, așa cum a fost adaptat de către Robert Auletta. A fost directorul artistic a Festivalurilor din Los Angeles în perioada 1990 și 1993, unde au fost prezentate lucrări ale unor artiști talentați cum ar fi Reza Abdoh și Frank Ambriz.
În continuare, Sellars a dramatizat o serie de opere de-ale lui Mozart: „Cosi fan tutte”, „Nunta lui Figaro” și „Don Giovanni”, în colaborare cu Emmanuel Music și directorul artistic Craig Smith. Producțiile au avut parte de laudele criticilor, au fost înregistrate în Austria de către ORF în 1989 și televizate mai apoi de PBS. 

Sellars a regizat filmul artistic „The Cabinet of Dr. Ramirez”, un film color mut în care au jucat Joan Cusack, Peter Gallagher, Ron Vawter și Mikhail Baryshnikov.

Sellars a fost invitat la festivalurile din Salzburs și Glyndebourne, unde a înălțat producții a mai multor opere din secolul douăzeci dintre care „Saint François d'Assise” de  Olivier Messiaen, „Mathis der Maler” de Paul Hindemith, „Le Grand Macabre” de György Ligeti și „Nixon in China” de John Adams și Alice Goodman.

Alte proiecte în care a fost implicat sunt  opera „Giulio Cesare” de Handel, „A soldier’s tale” de Stravinsky, „I Was Looking at the Ceiling and Then I Saw the Sky” și „The Peony Pavilion”. 

A regizat tragedia „The Persians” la Festivalul din Edinburgh în 1993, care a fost un răspuns la Războiul din Golf din 1990-1991. În 1998, Sellars a primit Premiul Erasmus pentru eforturile sale de a combina tradițiile culturale europene cu cele americane în operă și teatru. În 2005 a fost premiat cu The Dorothy and Lillian Gish Priza, care este înmânat anual „unui bărbat sau unei femei care a contribuit esențial desfătarea umanității,la înfrumusețarea lumii și la înțelegerea ei”.

În august 2006, a dramatizat o operă neterminată a lui Mozart, „Zaide”, în cadrul la Mostly Mozart Festival  din New York. La sfârșitul lui 2006, Sellars a organizat Festivalul New Crowned Hope de la Viena, în calitate de director artistic, și tot aici a regizat cea mai recentă operă a lui Adams, „A Flowering Tree”.

În 2007, la cel de-al cinzecilea Festival de Film Internațional de la San Francisco, a prezentat ecranizările „Daratt” de Mahamat Saleh Haroun, „Opera Jawa” de Garin Nugroho, „Wonders are many”, și altele.

La începutul lui 2009, Sellars a ajutat la crearea unei expoziții de artă contemporană a unui artist din Ethiopia, Elias Sime la Santa Monica Museum of Art din Santa Monica, California. Spectacolul „Othello”, în care Seymour Hoffman l-a jucat pe Iago, a apărut în toamna anului 2009 la Teatrul Public din New York.

În 2011, Sellars a regizat opera lui John Adams, „Nixon in China”, pentru Opera Metropolitană din New York. Aceasta a fost difuzată în HD la multe teatre din toată lumea la 12 februarie. Într-un interviu luat după prima transmitere, Sellars a comparat demiterea din funție a președintelui Hosni Mubarak în Cairo, care a vut loc ziua precedentă cu momentul în care Richard Nixon l-a întâlnit pentru prima dată pe Mao Tse-tung în Peking, stabilind astfel relațiile comerciale și diplomatice dintre Statele Unite ale Americii și China. În vara anului 2011, a regizat opera „Giselda” de Vivaldi la Opera Santa Fe din New Mexico.

În 2011, munca lui Sellars a apărut în cartea lui John Freeman, „The Greatest Shows on Earth: World Theatre from Peter Brook to the Sydney Olympics”. Pentru munca sa în domeniul operei, Sellars a fost premiat cu Swedish Polar Music Prize în 2014.

Sellars a scris libretul pentru opera lui John Adams, „Girls of the Golden West”, care și-a avut premiera la Opera din San Francisco în noiembrie 2017. Acesta a fost inspirat de subiect în timpul documentării pentru producția operei „La fanciulla del West” de Giacomo Puccini.<

## Critici
Sellars a fost criticat pentru că se abătea prea mult de la intențiile compozitorului. Gyorgy Ligeti a fost foarte revoltat față de producția operei sale „Le Grand Macabre” regizată de Sellars la Salzburg Festival, care a avut loc în 1997. Ligeti însă, a fost prezent la majoritatea repetițiilor, și s-a plâns presei doar cu câteva zile înainte de deschidere, cauzând astfel suspiciunea că nemulțumirea lui avea scopuri publicitare. Pe de altă parte, Saariaho a afirmat ca viziunea lui Sellars față de opera ei „L’amour de loin”, a fost în perfectă armonie cu ce și-ar fi imaginat ea. Sellars și Saariaho au mai lucrat împreună în 2006 și 2008, și la prezentarea Santa Fe a celei de-a doua operă a sa, „Adriana Mater”. Una dintre critici a spus astfel: „În interviul telivizat, Saariaho s-a referit la regizorul Sellars ca la eroul spectacolului. Lăasând într-o parte evenimentele violente ale războiului, Sellars a adăugat operei o doză de speranță”. 

În 2001, Sellars a regizat Adelaide Festival of Arts din South Australia, înainte să fie înlocuit de Sue Nattrass. Regia lui Sellars a fost catalogată ca fiind cea mai controversată din toată istoria festovalului.  Acesta a afirmat că motivul plecării sale a fost „de a nu împiedica progresul viitor al Festivalului”.

Marea soprană germană, Elizabeth Schwarzkopf spunea despre Sellars: „Sunt nume care nu vreau să fie menționate în casa mea. Nu-i rostiți numele în prezența mea. Am văzut ce a făcut, și e un criminal. Cum obișnuia să spună soțul meu, până la momentul actual, nimeni nu a îndrăznit să intre în Louvre și sa picteze cu graffiti peste Mona Lisa, dar iată ca sunt unii regizori care îndrăznesc să dea cu graffiti peste operele de artă.”

## Legături externe
- Hammer Conversation with Peter Sellars and Debi Barker
- Video: Edible Estates: Attack on the Front Lawn at LIVE from the New York Public Library, 7 martie 2008
- Transcript of ABC Speech Cultural Activism in the New Century, 19 august 1999
- Guardian interview with Peter Sellars
- UCLA Today article on Art Activism
- PBS Interview with Peter Sellars
- Don Giovanni
- Interview with Peter Sellars by Bruce Duffie, 16 februarie 1990